# Шміттентобель (віадук)
Віадук Шміттентобель (нім. Schmittentobel-Viadukt) - семиарочний одноколійний залізничний міст з вапняку, знаходиться біля населеного пункту Шмітт в кантоні Граубюнден, Швейцарія.
Віадук було відкрито у 1903 році Ретійською залізницею, яка й наразі володіє і використовує його сьогодні.
Віадук є важливим елементом світової спадщини - як Альбулабан, віадук має 35 метрів заввишки, 137 метрів завдовжки , і має сім прольотів, кожен 15 метрів завдовжки.

## Розташування
Віадук, побудований з темного вапняку, знаходиться на ділянці Альбулабану між станціями Тіфенкастель і Філізур . Міст знаходиться на відстані близько 63 км від станції Тузіс .
У зоні видимості від віадука Шміттентобель, трохи далі по ходу руху в бік станції Філізур знаходиться набагато відоміший віадук Ландвассер, який є одним із символів не тільки Альбулабану, а й всієї Ретійської залізниці.

## Дивись також
- Віадук Золіс

## Ресурси Інтернету
Вікісховище має мультимедійні дані за темою: Шміттентобель (віадук)
- Schmittentobel Viaduct в базі Structurae

1. 1 2  Swiss Inventory of Cultural Property of National Significance, February 2017 — Swiss Federal Office for Civil Protection, 2017.